# David Yates
David Yates (ur. 30 listopada 1963 w St Helens w hrabstwie Merseyside) – brytyjski reżyser filmowy.
Zdobył dwie prestiżowe nagrody BAFTA TV za „Czasy, w których przyszło nam żyć” (2002 kategoria najlepszy dramat) oraz za „Żywy towar” (2005 kategoria najlepszy serial dramatyczny). Ponadto był dwukrotnie nominowany do tej nagrody – w 2003 roku za „Rank” i w 2004 za „Rozgrywki”. Stworzył powszechnie uznane za ambitne seriale: „Grzechy” (2000), „Czasy, w których przyszło nam żyć” (2001), „The Young Visiters” (2003), „Rozgrywki” (2003). Jego pierwszym, poważnym filmem fabularnym jest „Dziewczyna z kawiarni” (2005).
Wyreżyserował cztery ostatnie części przygód Harry’ego Pottera. Piątą – Harry Potter i Zakon Feniksa (2007), szóstą – Harry Potter i Książę Półkrwi (2009), siódmą – Harry Potter i Insygnia Śmierci: Część I (2010) oraz ósmą – Harry Potter i Insygnia Śmierci: Część II (2011). Poprzednie części wyreżyserowali: Mike Newell (Czara Ognia, 2005), Alfonso Cuarón (Więzień Azkabanu, 2004) oraz Chris Columbus (Kamień Filozoficzny, 2001 i Komnata Tajemnic, 2002).

## Filmografia

### Reżyseria
- 1998: Pretendent
- 2000: Grzechy
- 2001: Czasy, w których przyszło nam żyć
- 2002: Rank
- 2003: The Young Visiters
- 2003: Rozgrywki
- 2004: Żywy towar
- 2005: Dziewczyna z kawiarni
- 2007: Harry Potter i Zakon Feniksa
- 2009: Harry Potter i Książę Półkrwi
- 2010: Harry Potter i Insygnia Śmierci: Część I
- 2011: Harry Potter i Insygnia Śmierci: Część II
- 2014: Tyran
- 2016: Tarzan: Legenda
- 2016: Fantastyczne zwierzęta i jak je znaleźć
- 2018: Fantastyczne zwierzęta: Zbrodnie Grindelwalda
- 2022: Fantastyczne zwierzęta: Tajemnice Dumbledore’a

### Aktor
- 2007: The Hidden Secrets of Harry Potter jako on sam
- 2011: 50 Greatest Harry Potter Moments jako reżyser „Harry’ego Pottera"

### Producent
- 2014: Tyran

## Nagrody

### Europejska Nagroda Filmowa
- 2019:
  - Nominacja do nagrody publiczności, najlepszy film: Fantastyczne zwierzęta: Zbrodnie Grindelwalda (2018)

- 2008:
  - Zwycięzca Nagroda The Jameson People’s Choice, najlepszy film: Harry Potter i Zakon Feniksa (2007)

### BAFTABrytyjska Akademia Sztuk Filmowych i Telewizyjnych
- 2017: 
  - Nominacja, najlepszy film brytyjski: Fantastyczne zwierzęta i jak je znaleźć (2016)[1]